# King of the Wild

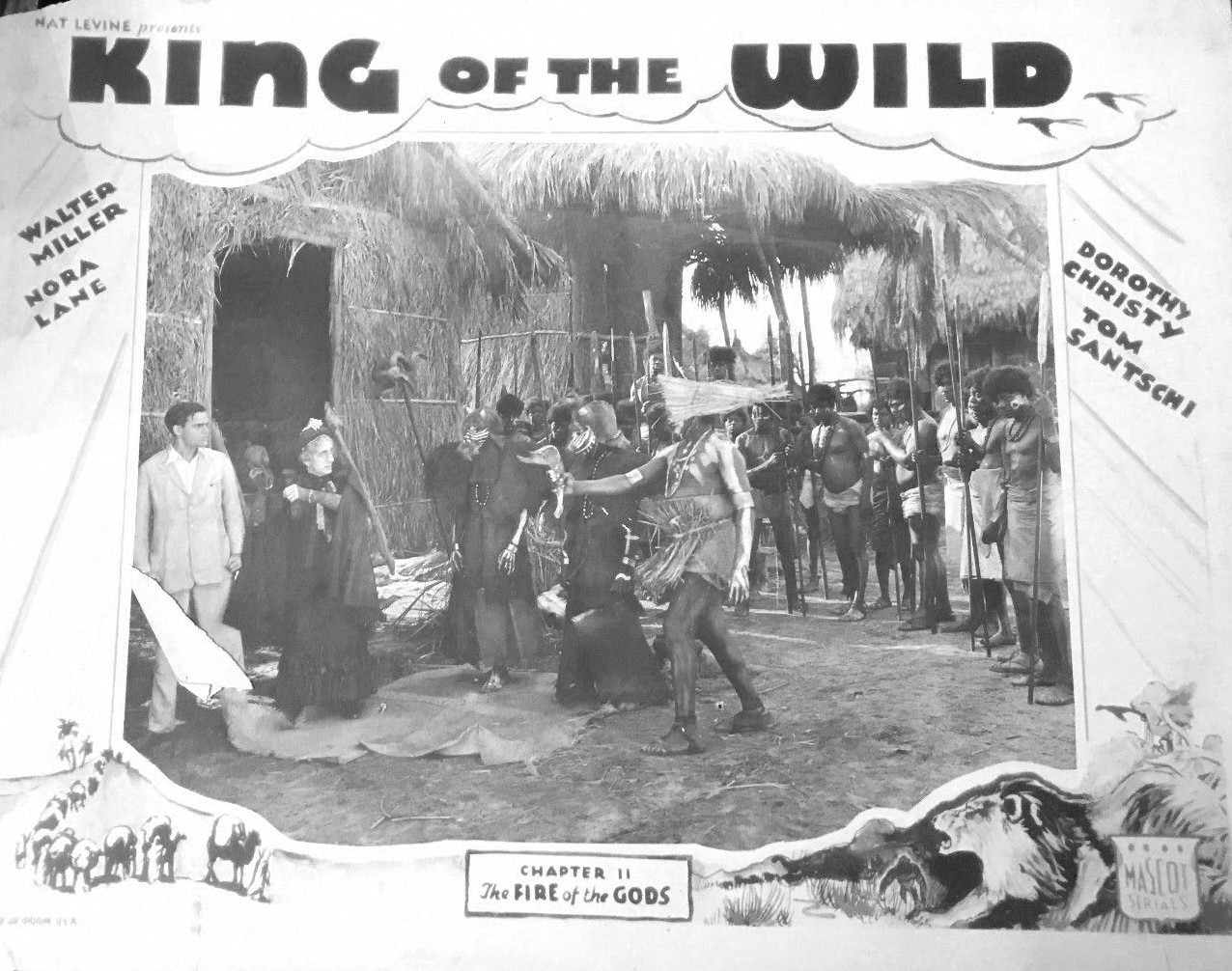
Lobby card de King of the Wild, capítulo 11 "The Fire of the Gods"

King of the Wild é um seriado estadunidense de 1931, gênero ação, dirigido por B. Reeves Eason e Richard Thorpe, em 12 capítulos, estrelado por Walter Miller, Nora Lane e Dorothy Christy. Foi produzido e distribuído pela Mascot Pictures, e veiculou nos cinemas estadunidenses a partir de 1 de março de 1931.

## Sinopse
Robert Grant, envolvido por um golpe de estado em “Ranjapur”, escapa da prisão para a África em busca dos verdadeiros vilões. Ele conhece o Sheik Mustapha, que tem provas para inocentá-lo, além da localização de uma secreta mina de diamantes.

## Elenco
- Walter Miller … Robert Grant, estadunidense que escapa de Ranjapur
- Nora Lane … Muriel Armitage, irmã de Tom Armitage
- Dorothy Christy … Mrs LaSalle
- Tom Santschi … Harris
- Boris Karloff … Mustapha, um sheik africano
- Arthur McLaglen … Bimi, homem-macaco
- Carroll Nye … Tom Armitage, conhecedor do local da mina secreta
- Victor Potel … Peterson
- Albert DeWinton … Cyril Wainwright
- Martha Lalande … Mrs Colby
- Mischa Auer … Dakka
- Lafe McKee … Oficial
- Eileen Schofield[2]

## Detalhes da produção
King of the Wild muitas vezes é confundido, pelo seu título, com o seriado The King of the Kongo, que também é estrelado por Boris Karloff.
As estrelas de King of the Wild seriam, originalmente, Harry Carey e Edwina Booth, mas eles estavam filmando na Metro-Goldwyn-Mayer Trader Horn (1931), forçando a Mascot Pictures a reformular seu elenco.
Também apareceria no seriado o explorador Albert De Winton. Ele mais tarde partiria numa solitária expedição em busca de outro explorador que se perdera há alguns anos nas selvas brasileiras, Percy Fawcett. De Winton também acabou desaparecendo na Amazônia, em 1934, e foi dado como morto.
Como a maioria dos seriados feitos a partir de 1928-31, este contém música na abertura e fechamento nos títulos principais.
A gravação de som foi produzida pela Disney Sound Recording Co., pois George Lowerre, o engenheiro de som do filme, era um funcionário dessa empresa e não da Mascot Pictures.

## Capítulos
1. Man Eaters
2. Tiger of Destiny
3. The Avenging Horde
4. Secret of the Volcano
5. Pit of Peril
6. Creeping Doom
7. Sealed Lips
8. Jaws of the Jungle
9. Door of Dread
10. Leopard's Lair
11. The Fire of the Gods
12. Jungle Justice

Fonte:

## Seriado no Brasil
“King of the Wild” estreou no Brasil em 3 de março de 1932, no Cine Avenida, em São Paulo, pelo Programa Matarazzo, sob o título “O Segredo dos Diamantes”.